# میریام استوکلی
میریام استُکلی (انگلیسی: Miriam Stockley؛ زادهٔ ۱۵ آوریل ۱۹۶۲) خواننده اهل بریتانیا است که از سال ۱۹۷۳ میلادی تاکنون مشغول فعالیت بوده‌است. سبک آواز متمایزش هنگامی مورد توجه قرار گرفت که کارل جنکینز از او به عنوان خواننده اصلی آلبوم‌های سری ادیموس استفاده کرد.